# Красная пятёрка
Красная пятёрка — авиационная пилотажная группа, созданная по распоряжению И. В. Сталина и К. Е. Ворошилова в СССР в 1934 году.

## История

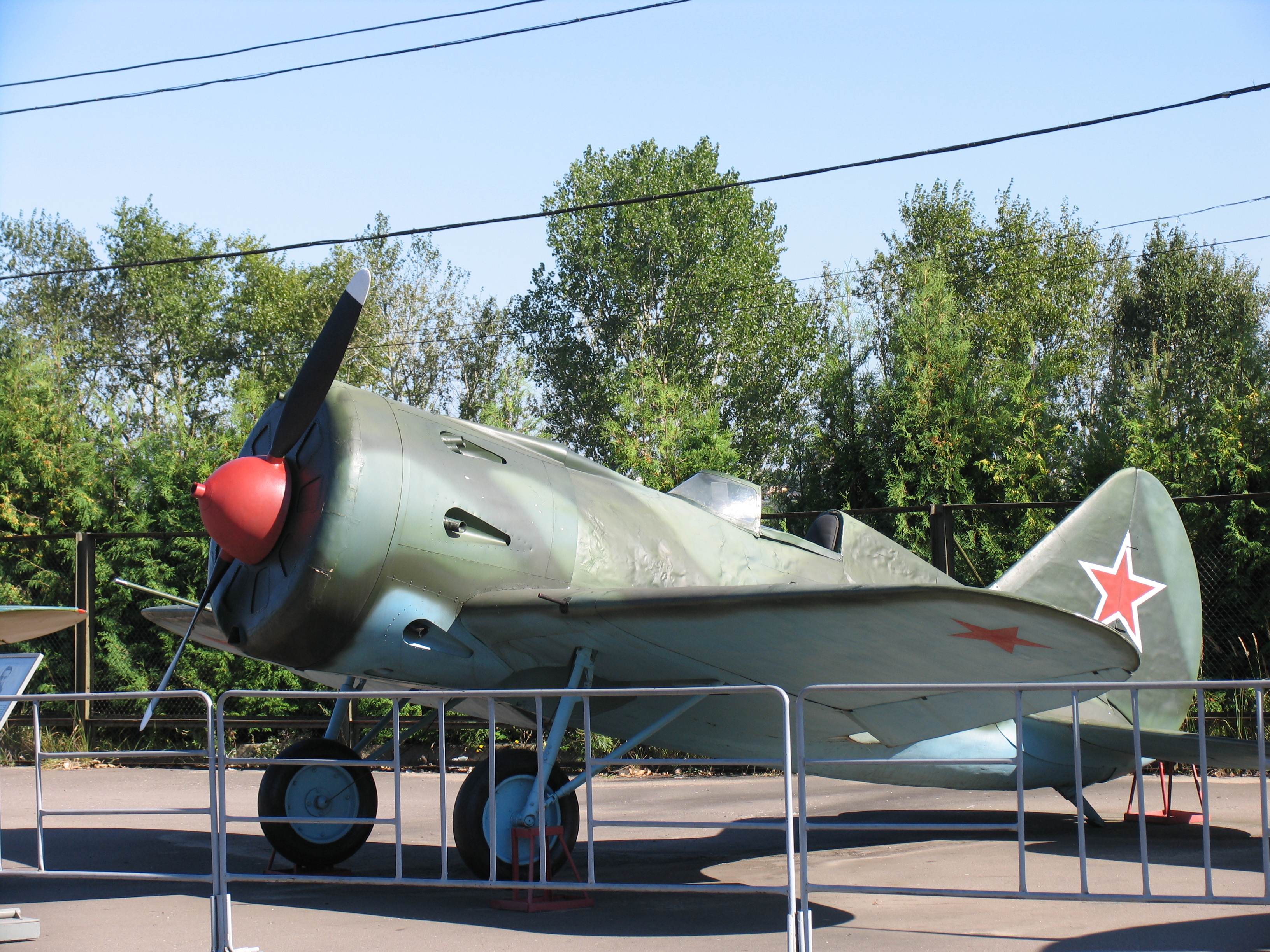
И-16 в музее на Поклонной горе

В 1931 году работавший до того в ЦКБ-39 авиаконструктор Н. Н. Поликарпов попал в конструкторское бюро А. Н. Туполева, а затем в группу П. О. Сухого, где конструктор занимался созданием новых скоростных истребителей для Красной армии. Там им были созданы знаменитые советские самолёты-истребители И-15 и И-16.
К середине 1934 года самолет И-16 закончил государственные испытания и в ноябре этого же был запущен в серийное производство на двух заводах: завод № 39 в Москве и завод № 21 в Горьком. Одновременно было принято решение о создании пяти специальных самолетов для выступления на параде 1 мая 1935 года и демонстрации их широкой публике. В марте 1935 года пять машин И-16, окрашенных в красный цвет, были переданы летчикам-испытателям. Официальной даты создания этой пилотажной группы нет, днём её рождения считают именно 1 мая 1935 года, когда состоялось первое публичное выступление «Пятёрки» на параде в честь праздника Первого мая.

И-16 над Красной площадью на плакате 1930-х годов

Считается, что личный интерес к И-16 проявил Сталин. Осенью 1934 года он с представителями партии и правительства захотел увидеть истребитель в воздухе. Выдающиеся на то время качества нового истребителя на Ходынке продемонстрировал Валерий Чкалов, поразивший присутствующих фигурами высшего пилотажа. По приземлении лётчика, у вождя СССР состоялась с ним беседа. После рассказа Чкалова и других пилотов о высоких лётных качествах И-16, было принято решение как о его серийном производстве, так и создании лётной группы из пяти самолётов для демонстрации его качества. Заказ на постройку самолётов получил неофициальное название «Сталинское задание». Самолёты этой группы оснастили американскими двигателями Wright SGR-1820-F-3 Cyclone 9 мощностью 710 л. с.
По одним данным 1 мая 1935 года «Красную пятёрку» вел Владимир Коккинаки, по другим — Валерий Чкалов. Кроме Коккинаки в группе были Степан Супрун, Виктор Евсеев, Владимир Шевченко и Эдгард Преман. Показ был очень эффектным: пять красных самолетов пронеслись на малой высоте над Красной площадью, после чего, совершив групповую бочку, ушли на аэродром. С этого момента «Красная пятёрка» стала неотъемлемой частью всех довоенных праздников и парадов, в которых принимала участие авиация. Участникам первого полёта были присвоены очередные воинские звания и выдана премия в 5000 рублей.
В «Красной пятёрке» участвовали наиболее опытные пилоты НИИ ВВС СССР. Состав группы время от времени менялся. Выступления проходили только на самолетах И-16, которые были окрашены в красный цвет (в чёрный цвет был выкрашен только капот двигателя). Воздушные выступления пилотажной группы продолжались вплоть по 7 ноября 1940 года.
Работа пилотажной группы не обошлась без инцидентов. 11 августа 1937 года при выполнении тренировочного полёта произошло столкновение самолета Виктора Евсеева с соседним в строю лётчиком Павлом Фокиным: Евсеев погиб, Фокин сумел приземлиться.